# 大江健三郎
大江 健三郎（おおえ けんざぶろう、1935年〈昭和10年〉1月31日 - 2023年〈令和5年〉3月3日）は、日本の小説家。昭和中期から平成後期にかけて活躍した現代日本文学を代表する小説家の一人。愛媛県喜多郡大瀬村（現：内子町）出身。
東京大学文学部仏文科卒。学生小説家としてデビューして、大学在学中の1958年、短編小説「飼育」により当時最年少の23歳で芥川賞を受賞。新進小説家として脚光を浴びた。
新しい文学の旗手として、豊かな想像力と独特の文体で、現代に深く根ざした作品を次々と発表していく。1967年、代表作とされる『万延元年のフットボール』により歴代最年少で谷崎潤一郎賞を受賞した。
1973年に『洪水はわが魂に及び』により野間文芸賞、1983年に『「雨の木（レイン・ツリー）」を聴く女たち』により読売文学賞（小説賞）など多数の文学賞を受賞。1994年、日本文学史上において2人目のノーベル文学賞受賞者となった。
核兵器や天皇制などの社会的・政治的な問題、知的な障害をもつ長男（作曲家の大江光）との共生、故郷である四国の森のなかの谷間の村の歴史や伝承といった主題を重ね合わせた作品世界を作り上げた。
上記以外の主な作品に『芽むしり仔撃ち』『個人的な体験』『同時代ゲーム』『新しい人よ眼ざめよ』『懐かしい年への手紙』『燃えあがる緑の木』『取り替え子（チェンジリング）』『水死』などがある。
戦後民主主義の支持者を自認し、国内外における社会的な問題への発言を積極的に行っていた。

## 来歴

### 生い立ち
1935年1月31日、愛媛県喜多郡大瀬村（現：内子町）に生まれる。両親、兄二人、姉二人、弟一人、妹一人の9人家族であった。大瀬村は森に囲まれた谷間の村で、のちに大江の作品の舞台となる。1941年、大瀬小学校に入学。この年に太平洋戦争が始まり、5年生の夏まで続いた。1944年、父親が50歳で心臓麻痺で急死している。1947年、大瀬中学校に入学。1950年、愛媛県立内子高等学校に入学するも、翌年、大学進学のための教育を受けるために愛媛県立松山東高等学校へ転校する。高校時代は石川淳、小林秀雄、渡辺一夫、花田清輝などの作品を読む。松山東高校では文芸部に所属して部誌『掌上』を編集、自作の詩や評論を掲載した。同校において同級生だった伊丹十三と親交を結ぶ。
1953年に上京し、浪人生として予備校に通ったのち、1954年に東京大学教養学部文科二類（現在の文科III類）に入学。演劇脚本や短編小説の執筆を始める。1955年、小説「優しい人たち」が「文藝」第三回全国学生小説コンクールで入選佳作となる。同年、小説「火山」が銀杏並木文学賞（東京大学教養学部学友会学生理事会の主催）第二席となり、教養学部の学内誌に掲載されて、作品が初めて活字となる。この頃、ブレーズ・パスカル、アルベール・カミュ、ジャン＝ポール・サルトル、ノーマン・メイラー、ウィリアム・フォークナー、安部公房などの作品を読む。1956年、文学部仏文科に進み、高校時代より著作を愛読し私淑してきた渡辺一夫に直接師事する。小説「火葬のあと」が「文藝」第五回全国学生小説コンクール選外佳作となる。東大学生演劇脚本の戯曲「獣たちの声」（「奇妙な仕事」の原案）で創作戯曲コンクールに入選する。

### 芥川賞作家として ─ 飼育、芽むしり仔撃ち、個人的な体験

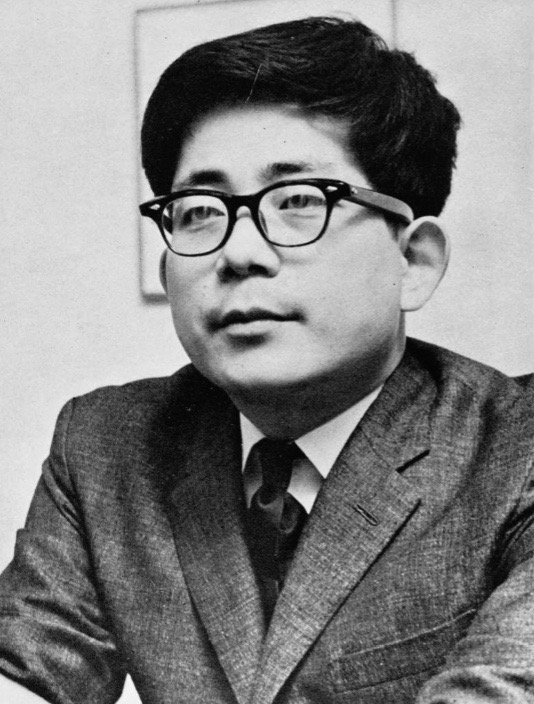
『新日本文学全集 第11巻』（集英社、1962年10月）より

1957年、五月祭賞受賞作として小説「奇妙な仕事」が『東京大学新聞』に掲載され、文芸評論家平野謙の激賞を受ける。これを契機として、短編「死者の奢り」により学生作家としてデビューし、続々と短編を各文芸誌に発表するようになる。「死者の奢り」は第38回芥川賞候補となる。1958年、自身初の長編小説『芽むしり仔撃ち』を発表する。大江の故郷の村をモデルにした閉ざされた山村を舞台にして、社会から疎外された感化院の少年たちの束の間の自由とその蹉跌を描いた。同年、短編「飼育」により第39回芥川賞を23歳で受賞する。
1959年、サルトルの小説などフランス文学を学び東京大学文学部を卒業。卒業論文は「サルトルの小説におけるイメージについて」であった。同年、書き下ろし長編『われらの時代』を刊行する。政治などの現実社会から内向的な性の世界へと退却する、停滞状況にある現代青年を描く。この時期の大江の、性を露骨に描いて日常的規範を攪拌させる方法はノーマン・メイラーの影響を受けている。この年、東京都世田谷区の成城に転居し、近所に住む武満徹と親交が始まる。1960年、伊丹十三の妹のゆかりと結婚。同年、石原慎太郎、江藤淳、浅利慶太らと「若い日本の会」で活動をともにし、日米安保条約（新安保条約）締結に反対する（「安保闘争」参照）。「日本文学代表団」の一員として、野間宏、亀井勝一郎、開高健らとともに中華人民共和国（中国）を訪問して中国の文学者と交流し、毛沢東と対面している。
1961年、中編「セヴンティーン」と続編「政治少年死す（セヴンティーン第二部）」を発表する。浅沼稲次郎暗殺事件に触発されて、オナニストの青年が天皇との合一の夢想に陶酔して右翼テロリストとなる様を描いたが、同じ頃に発表された深沢七郎の『風流夢譚』と同様に右翼団体からの脅迫に晒された（このため「政治少年死す（セヴンティーン第二部）」はその後の単行本に収められていなかったが、2018年『大江健三郎全小説3』で遂に「セヴンティーン」と併せて収録された）。同年、ブルガリアとポーランドの招きに応じて、両国やソ連、ヨーロッパ各地を訪問して、フランスの首都パリでサルトルにインタビューを行っている。
1963年、長男の光が頭蓋骨異常のため知的障害をもって誕生する。1964年、光の誕生を受けての作品『個人的な体験』により第11回新潮社文学賞を受賞。知的障害をもって生まれた子供の死を願う父親が、様々な精神遍歴の末、現実を受容して子供とともに生きる決意をするまでの過程を描いた作品である。同年、太平洋戦争末期に人類史上初めて核攻撃を受けた広島市に何度も訪れた体験や、原水爆禁止世界大会に参加した体験を基にルポルタージュ『ヒロシマ・ノート』の連載を開始する。障害を持つ子との共生、核時代の問題という終生の大きなテーマを同時に二つ手にしたこの年は、大江にとって重大な転機の年であった。1965年、広島について報告するために、米国の国際政治学者ヘンリー・キッシンジャーのセミナーに研究員として参加して、ハーヴァード大学に滞在している。

### 国際的な作家へ ─ 万延元年のフットボール、洪水はわが魂に及び、同時代ゲーム
1967年、30代最初の長編として『万延元年のフットボール』を発表し、最年少（2019年時点で破られていない）で第3回谷崎潤一郎賞を受賞する。遣米使節が渡航した万延元年（1860年）から安保闘争（1960年）までの百年を歴史的・思想史的に展望して、四国の森の谷間の村に起こる「想像力の暴動」と様々に傷を抱えた家族の恢復の物語を描いた。1968年、東京の新宿にある紀伊國屋ホールにて月例の連続講演を一年間行ない、これは『核時代の想像力』（1970年）としてまとめられた。この頃からガストン・バシュラールに依拠して、現実を変えていく力としての「想像力」論を打ち出していく。1968年、『個人的な体験』の英訳 "A Personal Matter" が出版されている。1967年には長女の菜採子、1969年には次男の桜麻が生まれている。
この頃から海外の作家との交流が盛んになる。1968年にオーストラリアのアデレード芸術祭に参加し、エンツェンスベルガー、ビュトールと面会する。1970年、1973年にはアジア・アフリカ作家会議に参加。1977年、ハワイ大学のセミナー「文学における東西文化の出会い」に参加してアレン・ギンズバーグ、ウォーレ・ショインカと対話する。また1970年代には文芸誌『新潮』『海』においてアップダイク、ギュンター・グラス、バルガス・リョサと対談している。
1971年、1972年に発表した二つの中篇「みずから我が涙をぬぐいたまう日」「月の男（ムーン・マン）」では、前年の三島由紀夫のクーデター未遂と自決を受けて天皇制を批判的に問い直すことを主題とした。1973年には『洪水はわが魂に及び』を発表し、第26回野間文芸賞を受賞。本作は核状況下における終末観的な世界把握の下に構想されており、破滅へ向かう先進文明に対抗するものとしてのスピリチュアルな祈りを主題としている。1974年には『万延元年のフットボール』の英訳 "The Silent Cry" が出版されている。
1975年3月13日、詩人の金芝河が反共法違反で再逮捕された。同年5月17日から19日にかけて、大江、小田実、井出孫六、青地晨、日高六郎、真継伸彦、高史明、鄭敬謨らは金の即時釈放を訴え、数寄屋橋公園で48時間ハンガー・ストライキを行った。この間、5月10日に大学時代の恩師の渡辺一夫が肺癌で死去。大きなショックを受ける。
1976年、渡辺の死からの立ち直りのきっかけを求めてメキシコに渡り、コレヒオ・デ・メヒコの客員教授として日本の戦後思想史の講座を受け持った。現地でオクタビオ・パスやフアン・ルルフォ、メキシコに居を構えていたガブリエル・ガルシア＝マルケスらラテン・アメリカの文学者と知り合う。1976年に発表された『ピンチランナー調書』は天皇制や核の問題を主題としている。
1978年には「遅れてきた構造主義者」と称して、ちょうど日本に紹介され始めたバフチン、ロシア・フォルマリズムなどの思想潮流や山口昌男の理論などを参照して『小説の方法』を出版している。1979年に発表された原稿用紙1,000枚の大作『同時代ゲーム』において、故郷の森の谷間の「村＝国家＝小宇宙」の神話や歴史を描いた。大江はこれを自らの文学的な人生の大きい柱の作品と位置付けており、実際、本作にはこれ以前の大江作品の様々なモチーフが回収され、以降の作品に現れる要素も胚胎している。1980年から1982年にかけて、中村雄二郎、山口昌男とともに編集代表を務めて論集「叢書文化の現在」（全13巻）を編纂して、学際的な新しい「知」の枠組みを提示する。

### 円熟へ 連作短編の時代 ─ 「雨の木」を聴く女たち、新しい人よ眼ざめよ
1982年、荒涼とした世界における男女の生き死にを見つめた連作短編集『「雨の木（レイン・ツリー）」を聴く女たち』を発表して、翌1983年に第34回読売文学賞受賞（本作と武満徹との関係は、後述「関わりの深い人物」項目を参照）。本作以降の大江は多くの作品において、作家自身を思わせる小説家を語り手として、自分の経験や思索を虚構化していく。また自作の引用、自己批評、書き直しや西洋の古典（本作においてはマルカム・ラウリーである）との対話によって、読むこと書くことの試行錯誤そのものを小説に書き込むようになる。
1983年の連作短編集『新しい人よ眼ざめよ』ではウィリアム・ブレイクの預言詩や、それに関連する研究を読むことで導かれた思索を織り交ぜながら、知的障害をもつ長男・光を中心とした家族の日常を私小説的に描き、第10回大佛次郎賞を受賞する。ここで、ブレイク研究者の女性詩人キャスリーン・レインを大きな導き手としてネオ・プラトニズムに触れ、大江文学中期のテーマである「魂の問題」「再生」といった神秘的な問題を掘り下げ始めるようになった。同年、米国のカリフォルニア大学バークレー校に共同研究員として滞在している。
1984年、磯崎新、大岡信、武満徹、中村雄二郎、山口昌男とともに編集同人となり、季刊誌『へるめす』を創刊（『M/Tと森のフシギの物語』『キルプの軍団』『治療塔』『治療塔惑星』は同誌に連載された）。当時の出版界が「知」のブームが沸く中で創刊された本誌は1980年代を代表する知識人の拠点となる。同年、国際ペンクラブ東京大会に参加して、講演「核状況下における文学─なぜわれわれは書くか」を行い、カート・ヴォネガット、アラン・ロブ＝グリエ、ウィリアム・スタイロンと対話する。1985年、連合赤軍事件を文学の仕事として受け止め直す連作短編集『河馬に嚙まれる』を発表する。表題作で第11回川端康成文学賞を受賞している。同年『万延元年のフットボール』のフランス語訳 "Le jeu du siècle" がガリマール出版社より刊行されている。

### ノーベル賞受賞まで ─ 懐かしい年への手紙、燃えあがる緑の木

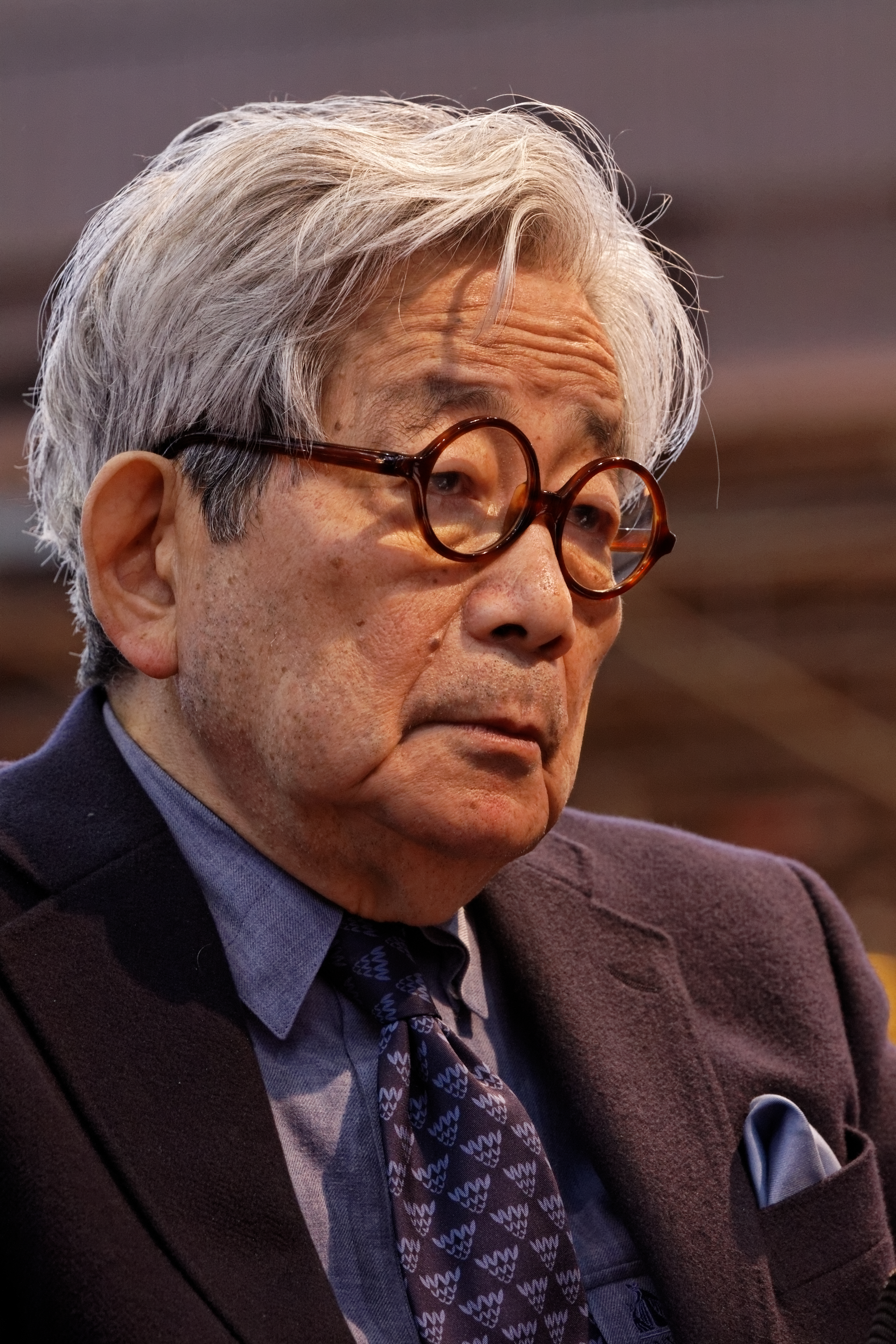
2012年、パリにて。

1986年には『同時代ゲーム』の世界をリライトした『M/Tと森のフシギの物語』を発表する。このリライトは難渋であるとして読者に十分に受け入れられなかった『同時代ゲーム』を平易にすると同時に、『同時代ゲーム』において十分に展開しきれなかった「魂の再生」のテーマを追求する意味合いがあった。1987年にはダンテの『神曲』を下敷きにした虚実綯い交ぜのメタ・フィクショナルな自伝『懐かしい年への手紙』を発表する。『同時代ゲーム』以来の原稿用紙1,000枚の大作で、『芽むしり仔撃ち』以来描き続けてきた森の谷間の小宇宙を統合する試みであった。前者は1989年に "M/T et l'histoire des merveilles de la forêt" のタイトルで、後者は1993年に "Lettres aux années de nostalgie" のタイトルで、フランス語訳がガリマール社より刊行された。
1989年の『人生の親戚』では長編で初めて女性を主人公とし、子供を自殺で失った女性の悲嘆とその乗り越えを描いて第1回伊藤整文学賞を受賞する。1990年に発表されたSF『治療塔』とその続編の『治療塔惑星』（1991年）では、イェーツの詩を引きながら核時代の危機と人類救済の主題を描いている。1990年、連作短編集『静かな生活』を発表。『新しい人よ眼ざめよ』において主題となった知的障害を持つ長男との共生の体験を、彼の妹の視点を通して改めて描いている。この時期の大江は女性を語り手に選び、それに見口を模索している。また超越的な存在と自分自身の関係を問い直そうとしている。
1993年9月より原稿用紙2,000枚に及ぶ三部からなる長編『燃えあがる緑の木』の連載を開始する。『懐かしい年への手紙』の後日譚として、四国の森の中の谷間の村を舞台とした「教会」の勃興から瓦解に至るまでの過程を、両性具有の若い女性の視点を通して描き、「魂の救済」の問題を描き尽くした。連載当時はこれを「最後の小説」としていた。
『燃えあがる緑の木』連載中の1994年、「詩的な想像力によって、現実と神話が密接に凝縮された想像の世界を作り出し、読者の心に揺さぶりをかけるように現代人の苦境を浮き彫りにしている(who with poetic force creates an imagined world, where life and myth condense to form a disconcerting picture of the human predicament today)」という理由でノーベル文学賞を受賞する。川端康成以来26年ぶり、日本人では2人目の受賞者であった。ストックホルムで行われた受賞講演は川端の「美しい日本の私」をもじった「あいまいな日本の私」というものであった。ここで大江は、川端の講演は極めてvague（あいまい、ぼんやりした）であり、閉じた神秘主義であるとし、自分は日本をambiguous（あいまい、両義的）な国として捉えると述べた。日本は、開国以来、伝統的日本と西欧化の両極に引き裂かれた国であるとの見方を示し、小説家としての自分の仕事は、ユマニスムの精神に立って「言葉によって表現する者と、その受容者とを、個人の、また時代の痛苦からともに恢復させ、それぞれの魂の傷を癒す」ことであると述べた。
小説執筆の一旦の終了を受けて1996年より新潮社より『大江健三郎小説』（10巻）が刊行開始された。これは全集ではなく、作者が吟味し基準に適うもののみが収録された。長編でいうと初期作品の『われらの時代』『夜よゆるやかに歩め』『青年の汚名』『遅れてきた青年』『日常生活の冒険』は収録されなかった。

### 後期の仕事（レイト・ワーク）─ 取り替え子、水死
1995年に「最後の小説」としていた『燃えあがる緑の木』が完結し、小説執筆をやめてスピノザの研究に取り組むと述べていた。だが1996年の友人・武満徹の病死を契機に考えを変え、告別式の弔辞において新作を捧げるとし、1999年に『宙返り』を発表。信徒が計画するテロを防ぐために一度「棄教」した新興宗教の教祖らによる、波乱の中での教団の再建を描いている。これ以降の創作活動は作家自身が「後期の仕事（レイト・ワーク）」と称する。
2000年、義兄の伊丹十三の自殺を受けて、文学的な追悼として伊丹の死を新生の希望へと繋ぐ『取り替え子（チェンジリング）』を発表する。続けて『憂い顔の童子』（2002年）、『さようなら、私の本よ！』（2005年）を発表した。これらは「スウード・カップル（おかしな二人組）」が登場する三部作となっている。『さようなら、私の本よ！』では2001年のアメリカ同時多発テロ事件を受けてテロリズムの問題が主題とされた。
2007年には、30年前にお蔵入りとなった映画制作の顛末と、再び企画を立ち上げる老人たちの友情を描いた『臈たしアナベル・リイ 総毛立ちつ身まかりつ』（文庫刊行時に『美しいアナベル・リイ』に改題）を発表する。2009年には、終戦の夏におきた父親の水死の真相を描こうとする老作家の巻きこまれる騒動を描く『水死』を発表。本作は70年代に中編「みずから我が涙をぬぐいたまう日」で取り組まれた「父と天皇制」のテーマに再度挑むものであった。2013年には、東日本大震災とそれに伴う原発事故を題材とした『晩年様式集（イン・レイト・スタイル）』を刊行した。
『取り替え子（チェンジリング）』以降のレイト・ワークは『美しいアナベル・リイ』を除き、大江をモデル人物とした老作家・長江古義人を主人公とする（『美しいアナベル・リイ』の語り手の老作家「私」は、作中で他の登場人物からケンサンロウ、Kenzaburoと呼ばれる）。
創作以外の活動としては1996年にプリンストン大学で客員講師を、1999年にベルリン自由大学で客員教授を務めている。2006年に純文学を志す有望な若手作家を世界に紹介する目的で大江健三郎賞が創設された（本賞は2014年に終了した）。
2014年、『大江健三郎自選短篇』（岩波文庫）を出版。作家自身が作品を厳選し、全収録作品に加筆・修訂を施している。2016年、仏ガリマール社より1,300ページを超える選集が刊行された（「政治少年死す（「セヴンティーン」第二部）」が収録された）。2018年より『大江健三郎全小説』（15巻）が講談社から刊行開始された。「政治少年死す（セヴンティーン第二部）」が収録されることで話題になった。全小説と銘打っているが作者が不出来だと封印している『夜よゆるやかに歩め』『青年の汚名』の二点が収録されておらず完全な全集ではない。
2021年2月、「死者の奢り」『同時代ゲーム』『晩年様式集（イン・レイト・スタイル）』などの作品の自筆原稿1万枚超を含む資料約50点が東京大学に寄託されると発表された。資料を保管・管理し、国内外の研究者に公開する研究拠点「大江健三郎文庫」が文学部内に設立される。同一作家の自筆原稿コレクションとしては屈指の規模になるという。

### 死去
2023年（令和5年）3月3日、老衰のため死去。88歳没。

## 主題系

### 監禁状態・性的人間
最初期の大江の作品を論じるときに決まって引用されるのが、1958年の第一作品集『死者の奢り』の後書きに記された次の一文である。「監禁されている状態、閉ざされた壁の中に生きる状態を考えることが、一貫した僕の主題でした」。大江は、一人称による感覚的な表現で、犬殺し、死体運搬人、カリエス患者、偽学生、捕らえられた黒人兵、少年院の少年、など多彩な題材のヴァリエーションでこの主題を展開した。そして、占領下の生活を強いられた敗戦後の日本と日本人の「監禁状態」、未来に希望や確信を持てない青年の不安を描き出した。これらは当時、大学の仏文科の学生として、ガリマール版サルトルを読み込んで、サルトルの作品『壁』『自由への道』などから「壁の中」「猶予」という概念を獲得して、それに倣ってのものであった。
この「監禁状態」の主題からの次の展開として、大江は、独自の「政治的人間」と「性的人間」の二項対立を、主題に導き入れる。次の文章も、初期大江論で常に引用される文章である。「政治的人間は他者と硬く冷たく対立し抵抗し、他者を撃ちたおすか、あるいは他者に他者であることをみずから放棄させる。」「性的人間はいかなる他者とも対立せず抗争しない。かれは他者と硬く冷たい関係をもたぬばかりか、かれにとって本来、他者は存在しない。かれ自身、他のいかなる存在にとっても他者でありえない。」「政治的に牝になった国の青年は、性的な人間として滑稽に、悲劇的に生きるしかない、政治的人間は他者と対立し、抗争し続けるだけだ」（「われらの性の世界」）。大江は、現実から疎外され、現実生活における行動の契機を奪われて停滞を余儀なくされている現代青年（性的人間）を描いていく。『われらの時代』(1959)『遅れてきた青年』(1962)『叫び声』(1963) の登場人物は、日米安保体制の下政治的にアメリカに従属しながらではあるが、それなりのは経済的繁栄や安定を手にしつつあった戦後日本社会（政治的に牝になった国）において、日常生活に埋没することを忌避しながらも、そこでしか生き得ない自分を嫌悪して、狂気や暴力に惹かれていく青年である。彼らは戦争を渇望したり、外国への脱出を希望する。しかし願いは叶うことはなく、やがて破滅して「敗北の確認」といった形で小説は終わる。

### 共生・核時代・祈り
戦後社会を呪詛する絶望的な青年像を描いてきた大江にとって、大きな転機となったのが、1963年6月の長男の大江光の誕生であった。この出来事は、これまでの創作において、否定的に表象されてきた「日常」に大江を引き戻す契機となった。光の誕生を題材として書かれた1964年の『個人的な体験』はこの関心の変容を、物語の展開として孕んでいる。主人公の「鳥（バード）」は、それまでの大江の作品の主人公と同様に、現実逃避的な心性から、アフリカへ逃避する願望を持っている。「鳥」は生まれてきた脳に重い障害をもつ赤ん坊を見棄てるか、手術を受けさせて生かすかの決断の前で揺れて、最終的には回心してアフリカへの幻想を捨てて、子供とともに生きる覚悟を決める。大江の現実世界に対する関心もまた、従前の日米安保体制下での軍事的、政治的従属を批判的に捉えるという眼差しから、より世界的な拡がりのある「ヒロシマ」を中心とする「核」の問題へと移ることになる。
大江は、光の誕生と同年の1963年8月の原水爆禁止世界大会を取材し、その後も原爆病院の医師や原爆の生存者に取材を重ねて1965年に『ヒロシマ・ノート』（岩波新書、編集担当者は安江良介）を出版している。『ヒロシマ・ノート』は冒頭こう書き始められる。「このような本を、個人的な話から書きはじめるのは、妥当でないかもしれない。」「僕については、自分の最初の息子が瀕死の状態でガラス箱のなかに横たわったまま恢復のみこみはまったくたたない始末であった。」この私生活の苦しい状況の中での取材で、大江は悲惨な体験をした広島の人々の生き方から励ましを受け取る。そしてこう述べている。「まさに広島の人間らしい人々の生き方と思想とに深い印象をうけていた。僕は直接かれらに勇気づけられたし、逆に、いま僕自身が、ガラス箱のなかの自分の息子との相関においておちこみつつある一種の神経症の種子、頽廃の根を、深奥からえぐりだされる痛みの感覚をもあじわっていた。そして僕は、広島とこれらの真に広島的なる人々をヤスリとして、自分自身の内部の硬度を点検してみたいとねがいはじめたのである。」障害を持つ子供との共生という個人的な問題と世界規模の核状況という一見、対極的な二つの問題は、大江にとって当初からひと繋がりのものである。『個人的な体験』には核状況は主題として取り込まれており、（赤ん坊の誕生時期を二年遡行させて）1961年のソ連による通称「ツァーリ・ボンバ」の水爆実験が描かれる。そして、赤ん坊をどうするべきか、という個人的な問題に閉じ込められて、世界規模の脅威に感応しえなくなった主人公「鳥（バード）」の姿が描かれて、私的な問題との対比で核の問題の重大さが強調された。「核」の問題と「共生」の問題は、現実世界の最大の暴力である核に対して最も無力な存在としての障害児として大江の想像力の中で関連づけられて、以後の作品においてもこの二つの主題が同時に現れることになる。
1973年の『洪水はわが魂に及び』の核シェルターに閉じこもる主人公・大木勇魚とその子供で知的障害をもつ幼児ジンと交流をする不良少年たち「自由航海団」は、初期作品の『われらの時代』の「不幸な若者たち（アンラッキー・ヤングメン）」や『叫び声』の「友人たち（レ・ザミ）号」の乗員たちと同類型の登場人物である。しかし本作は「洪水」に核時代の始まりというイメージが重ねられているように、核状況の終末観を背景としていること、そして、それに対抗するものとしての「祈り」が主題として登場することにおいて新しい。この「祈り」は神などの特定の祈る対象のない「祈り」であり、大江自身の説明によるならば「人間存在の破壊されえぬことの顕現」（ミルチャ・エリアーデ）を感得するためのものである。
長男・光と「祈り」との関係については、1987年10月に東京女子大学で行われた「信仰を持たないものの祈り」（『人生の習慣』）という講演があり、そこで大江は次のような回想をしている。光は、四歳になっても能動的に言葉を話さず、意思疎通が難しかったが、鳥の声のテレビ番組には関心を示した。そこで鳥の声のレコードを買ってきて、自宅で一日中流し続けていた。一年後、北軽井沢の林で長男と散歩していると、クイナが鳴いた直後に長男が「クイナです」と反応した。幻聴かと緊張しながら、鳥がもう一度啼いたらいいと思い、そのときに自分の心の中に「ある祈りのようなもの」を感じた。そしてもう一度クイナが鳴き、光はまた「クイナです」と言った。大江は、この場面を次のように説明している。「祈ったというよりも、集中していたというほうが正しいかもしれませんけど。目の前に一本の木がありましてね。（......）いま自分がこの木を見て集中している、ほかのことを考えないでコンセントレートしている。このいまの一刻が、自分の人生でいちばん大切な時かもしれないぞ、と思っていたんです。」この一種の啓示体験が『洪水はわが魂に及び』に設定として取り込まれた。
1983年の作品『新しい人よ眼ざめよ』はヴァルネラブルな父と子が、『洪水はわが魂におよび』のように社会の外に退避するのではなく、社会の中でどう生きていくのかを書く試みであった。虚構性の低い私小説的な作りの小説の中で、日常生活の中で光の存在から受けた多様な気づきにウィリアム・ブレイクの詩が重ね合わされていく。大江がブレイクの神秘主義的な「死と再生」のヴィジョンに深く揺り動かされたのは、大江が既に、ブレイクのヴィジョンに共通するところのある「人間存在の破壊されえぬことの顕現」を光との共生によって見出してきていたことに由来し、また、ブレイクを介することによって大江は「障害を持って生まれざるをえなかった息子についての遺恨の思いと「罪のゆるし」、自分のきたるべき死と、息子ともどもの再生への思い」をあらためて把握し直すことになった。作品においては、息子との共生の時々が、ブレイクのヴィジョンを触媒にして、瞬時に、驚きに満ちた解放感を伴って、普遍的な光景として救出されていく。本作においても、核状況下の現代世界における極小的な弱者である障害児と、それに拮抗する極大的な暴力である核というモチーフは引き継がれており、結末において、ブレイクの詩に導かれて光の存在に「凶々しい核時代」に拮抗する「新しい人」を見出して終わる。
「信仰を持たないものの祈り」というテーマは、この後も『人生の親戚』、『懐かしい年への手紙』とその後日譚となる『燃えあがる緑の木』『宙返り』に引き継がれていく。

### 天皇制と森の神話
『個人的な体験』な体験を境にして、大江の作品は質的に変化する。作品世界がそれまでの水平型な「脱出」のモチーフから、垂直型の空間体験に変わる。このことは『万延元年のフットボール』に顕著に見られ、自宅の庭に掘った穴ぼこに潜り込んだ主人公の描写から物語は始まり、終章で故郷の屋敷の地下に座り込んだ主人公の思念が語られる。主人公はアイデンティティの回復を求めて父祖の地に戻り、父祖の歴史の真相を探り、未来に想像力を働かせる。こうした縦の関係の探究は、幼少期の体験として心理的な傷となった父の死と天皇性の問題を掘り起こすことにもなった。『われらの狂気を生き延びる道を教えよ』で、失われた父の全容を復元しようとする中で、父はしばしば超越者と混同されるが、三島由紀夫のクーデター未遂を受けて書かれた1972年の『みずから我が涙をぬぐいたまう日』では明確に天皇制の問題となった。
1967年に出版された『万延元年のフットボール』は、当時の色川大吉や安丸良夫らによって先導された民衆史との並行関係が指摘されるように、歴史を権力の側からではなく、民衆の側から見ようとする試みであった。執筆当時は、建国記念の日の制定や、政府主導の「明治百年」記念イベントが大々的に展開されるなど、復古主義的な動きがあり、大江はそれに大きな違和感を抱いており、これが作品成立の背景にある。1965年に本土復帰前の沖縄を訪れた大江は、日本本土の天皇という中心を指向する文化とは別の文化を発見して大きな衝撃を受けている。日本的というよりアジア的な宇宙観、神話構造に根ざした民衆文化を知ることで、四国の森の中の故郷の土地を新しい眼で見るきっかけを得ており、これが作品に反映されている。
1979年に発表された『同時代ゲーム』は、幼少期に祖母などから聞いた故郷の伝承を手がかりにして、ロシア・フォルマリズムやミハイル・バフチン、構造主義などの知見を援用する形で、大江の故郷の森の谷間の村の神話を再構築した。大江は、執筆の動機として天皇との関係を述べている。「僕がこの森のなかの「共同体」を、はじめてそこに古代国家を建設した人びとのものとして成立させえたことの（かれらがじつはその「場所」の侵犯者ではないかという疑いもまた、隠された主題としてあるのではあるが）その根本的な条件としては、僕が中心志向の天皇制文化とは対極にある、周縁志向の反・天皇制文化をひとつの全体として表現することをめざしたということがあると思う。アマツカミという中心の、万世一系の末裔=天皇を頂点に置いた世界モデルとしての日本文化。それに対立する、クニツカミという多様な周縁的存在につながるものとしての世界モデル。僕はそのような文化に、自分の希求する共同体文化の中核（共同体文化の中核に傍点）を想定し、そこに「位置する」はたらきに、自己の個人の中核（個人の中核に傍点）に「位置する」はたらきをかさねることをめざして、この小説を書いたのである。」
『同時代ゲーム』は1986年に、ナラティブを変えて、やわらかい口語的な文体で『M/Tと森のフシギの物語』にリライトされる。『同時代ゲーム』では、森の谷間の「村=国家=小宇宙」の創建者「壊す人」や「父=神主」の父権的な族長（ぺイトリアーク）をめぐる歴史に主眼が置かれたが、『M/Tと森のフシギの物語』では女族長（メイトリアーク）とトリックスターという二つの神話原型が物語の枠組みとなった。そして最終章に語り手「僕」の母親と「僕」の息子ヒカリ（光）と交感のエピソードを置き、『万延元年のフットボール』から『同時代ゲーム』へと大江が追求してきた「森の神話」の作品群と、『個人的な体験』から『新しい人よ眼ざめよ』に至る「共生」の物語群が交錯することとなった。併せて『同時代ゲーム』において傍系的な挿話であった「森のフシギ」が、土地の人間が生まれ、育ち、死んでいく、いのちのおおもと、個でありながら一つの全体性を形作る共同幻想として物語の中心に据えられ、ウィリアム・ブレイクやダンテにつながる神秘思想的な世界観が示された。

## 人物

### 創作方法など
小説の方法
小説の方法に自覚的な作家である。『小説の方法』をはじめとした小説の方法論を考察した著作がある。小説創造のベースに置いている考え方で、特に重要なものはガストン・バシュラールの想像力論の「想像力とは、知覚によって提供されたイメージを歪形する能力であり、基本的イメージからわれわれを解放してイメージを変える能力である」という考え方、ミハイル・バフチンの「グロテスク・リアリズム」の概念（精神的・理想的なものを肉体的・物質的な次元に引き下げ、民衆的・祝祭的な生きた総体として捉えること）、ロシア・フォルマリズムの理論家ヴィクトル・シクロフスキーの芸術における「異化」の概念などである。
引用
自作に先行文学作品からの引用を織り込んで作品世界を作り上げることに特徴がある。これは1980年代以降に顕著となる。その効果として作品中に地の文と別のテクスチュアの文を織り込むことで文体の多様化を図る。地の文章を一つの柱としたら、それと構造的に支え合い、力を及ぼし合うもう一つの柱として引用を建てて作品の奥行きを増す。という効果を狙っている。このやり方が立脚する根本の思想としては「本来、言葉とは他人のものだ」という言語観がある。大江は大学時代の恩師である渡辺一夫から作家生活をやっていく上で、三年ごとに主題を決めて一人の作家なり思想家なりをその作品のみならず、研究まで読み込むと良い、という勧めを受けており、それを実践している。その実践が上述の引用に結びついている。
引用についてこう述べている。「本当に、引用の問題はいままでの小説──少なくとも『懐かしい年への手紙』以降の自分の小説──の課題として、私の小説作法の最大のものでした。まず引用する文章と地の文章との間になめらかさも大事ですが、なによりズレがなきゃいけない。そのズレを保ちつつ、その上で精妙なつながり方をさせていく、そういう文章を作ることが文体のつくり方での主目的にさえなりました。ある詩に感銘するでしょう、その引用が一番ぴったりするように、その環境としての文章を作っていく。そういうわけですから、引用が、なにより決定的に重要な意味を持ち始めます。『懐かしい年への手紙』ではダンテですし、短篇の連作集『「雨の木」を聴く女たち』の場合は、マルカム・ラウリー。『新しい人よ眼ざめよ』ではウィリアム・ブレイクですね。『燃えあがる緑の木』三部作の場合はイエーツ、『宙返り』ではR・S・トーマスだった。」(大江健三郎作家自身を語る)
自作リライト
1980年代以降の大江の殆どの小説は、過去に書いた自己の小説を引用・参照し、再利用・再生することで書かれている。こうした方法の理論的起源は『小説の方法』で考察されたシクロフスキーの「異化」理論である。自作を「異化」することは、創作者の意識において、すでに反射化された自作を再び明視すること、自作に対する固まった観念を疑問視するということ、自作への異議申し立てである。自作言及・自作引用する作品は多くの場合、自作の注釈・説明という方向ではなく、自作を解体する方向へ物語を導いて、それまでの「大江健三郎」「大江健三郎の小説」およびそれらにまつわる批評を含む、総合的な「自己」を相対化していく。一方、自伝小説『懐かしい年への手紙』は多数の自作と他の作家の作品を縦横無尽に引用していくが、こうした複数の自作を同時に再検討・再解釈をする形式は過去の自作に新しい意味内容を付与するだけではなく、それらの自作を統合するという方向を向いている。大江の自己言及小説は、自己の統合や達成を遅延化し、非完成を目的とする「晩年の様式」型と、自作の完成や統合、締めくくりを目指す「最後の小説」型との二類型に分類できる。
詩の重視
大江自身は散文を書く人間であるが、詩を重要視しており、上述の通り、ダンテ、ブレイク、イェーツなどの詩を自分の中に取り込んで、その磁場の中で創作を行っている。元々、高校の頃から三好達治、萩原朔太郎、中原中也、富永太郎、谷川俊太郎などの日本の詩人を愛読していた。大学生協の図書部で深瀬基寛対訳のT・S・エリオット、オーデンを手に入れて、その翻訳文体でその文体で、この国にはない小説が書けるのではないかと考えるようになったという。
こう述べている。「とくにオーデンの詩について、私が魅力を感じたのはこういうことだった。そこではこまかな具体的事物から人間について、また社会、政治、国際関係について、ひとつながりに、共通のヴォキャブラリーとナラティヴによって語られている。さらに、エリオットの詩的な優雅さが日常的な散文の語り口へとなだらかな移行を示す――あるいは、その逆方向へ――その書き方が好きだったのだ。そして両者ともに、日常生活の観察のレヴェルにかさねて形而上学的な、さらには神秘主義的ですらある豊かさ、深さにいたる表現に惹かれて、それもまた私には新しい小説のスタイルへの指針のように感じられたのである。だからといって、すぐさまそれを、私が作品に実現しえたのではなかったけれども。」
小説家としての自分にとって詩がどういう意味を持つかについて『われらの狂気を生き延びる道を教えよ』の序文「なぜ詩でなく小説を書くか、というプロローグと四つの詩のごときもの」において次のように述べている。
「この不慮の死の陥穽にみちみちた時代を生きるにあたって、そうした突然の死のまぎわに、自分の肉体＝魂の内部に、ぼくとともに死ぬところの詩を確保することで、いくらかなりと死の恐怖と苦痛をやわらげるべく詩をもとめているのであるし、そのような詩よりほかの、いかなる華やかな言葉の飾りもさがしだそうとしているのではないのだ。」

（しかし）

「ぼくは詩をあきらめた人間である。それは、あきらめるという言葉がもともと二重の意味あいをそなえて一個の言葉として実在している事情そのままに、詩の言葉と小説の言葉の根本的なことなりについて、なんとかあきらかに認識したことによって、詩を書くことをやめ、小説にむかった人間だ。」

「ぼくが詩をあきらめたのは、自分の言葉にたいする、自分自身の方向づけが、詩の言葉より、小説の言葉にむいていることを認めざるをえなかったからである。」

「ぼくにとって詩は、小説を書く人間である自分の肉体＝魂につきささっているトゲのように感じられる。それは燃えるトゲである。日常生活において自分の肉体＝魂が、その深みにしっかり沈んでいる詩の錘をたよりに生きているとすれば、小説を書こうとしているぼくの肉体＝魂は、自分の小説の言葉によって、なんとかこの燃えるトゲにたちむかおうとしているわけである。この内なるトゲを、外部のものとすべく小説の言葉にとらえなおしたいと考えるのが小説制作の操作である。」
『新しい人よ眼ざめよ』を執筆しながらブレイクを読解していたが、大きな参考としていたのが、学者ディヴィッド・V・アードマン『ブレイク、帝国に真向う予言者』と、学匠詩人キャスリン・レイン『ブレイクと伝統』だという。レインの、ブレイクの魂の課題をキリスト教以前の神秘的な信仰に引きつけての解釈を介して「これまでずっといつまでも漠然としたところの残る気がかりな対象だったネオ・プラトニズムが、ブレイクの詩と絵画を素材にして、よく理解できると思えた」「レインに導かれた私は、光との共生で直接経験を重ねてきたことを、明快な神秘主義において受けとめなおすことができると感じた」という。ダンテに関心を導いたのもレインであるという。その後、大江はイェーツに関心を移していくが、イェーツにも、ユダヤ・キリスト教の背後、あるいは外側の伝統としての宗教感情、イマジェリー、宇宙観を読み込んでいく。そのイェーツ解釈をもとにして、『燃えあがる緑の木』を執筆している。
「後期の仕事（レイト・ワーク）」においてもR・S・トーマス（『宙返り』）、アルチュール・ランボー（『取り替え子（チェンジリング）』）T・S・エリオット（『さようなら、私の本よ!』）、エドガー・アラン・ポー（『美しいアナベル・リイ』）と詩が果たす役割は大きい。
詩人マイ・ベストスリーを問われてT・S・エリオット、イエーツ、ブレイクと答えている。
エラボレーション
一旦書き上げた草稿を徹底的に推敲して書き直す。本人はこの作業を友人の批評家エドワード・サイードの用語からとって「エラボレーション」と読んでいる。例えば『取り替え子（チェンジリング）』の場合、1000枚ほど書いてそれを500枚まで縮め、さらに加筆して現在の長さになったという。最初に書かれた文章が原型を留めないほどに、徹底的に書き直された原稿用紙の写真は『大江健三郎全小説』などで見ることができる。
おかしな二人組
批評家フレドリック・ジェイムソンが『宙返り』についてロンドン・レビュー・オブ・ブックス誌で「スウード・カップル (Pseudo-Couples)」というタイトルの評論を書いている。ジェイムソンは、大江の作品には、ベケットの戯曲や小説につながる「おかしな二人組（スウード・カップル）」が出てきて、二人の人物の組み合わせが物語を動かす構造になっていると指摘している。この指摘は作家自身気に入っており、『取り替え子』からの三部作を「「おかしな二人組（スゥード・カップル）」三部作」と名付けている。『芽むしり仔撃ち』の兄弟、『万延元年のフットボール』の蜜三郎と鷹四、『懐かしい年への手紙』の「僕」とギー兄さんなどにこの二人組の系譜を確認できる。
サーガの形成
1980年代以降の大江の作品は、フォークナーのヨクナパトーファ・サーガのように一つの作品に登場した人物（とその子孫）が別の作品に登場し、全体として緩くつながっていることに特徴がある。例えば、『「雨の木（レイン・ツリー）」を聴く女たち』に登場するアルコール依存症の英文学者くずれの高安カッチャンの息子、ザッカリー・K・高安が『燃えあがる緑の木』に登場、『懐かしい年への手紙』の主要人物ギー兄さんの息子のギー・ジュニアが『晩年様式集（イン・レイト・スタイル）』に登場などの例が挙げられる。

### 日本文学
日本の古典
影響を受けた古典として長編『源氏物語』、中編『好色五人女』、短編『枕草子』と答えている。「新潮日本古典集成」をベッドや電車で愛読したという。
私小説への偏愛
大江自身が（擬似的な）私小説の書き手であることもあり、近代文学の中では、日本独自の文学のスタイルである、読者との共犯関係のもとで告白を行う私小説に特別な関心を寄せている。葛西善蔵、嘉村礒多、牧野信一といった破滅型私小説の作家を評価している。
敬愛する先行文学者
ノーベル賞の受賞の第一報を受けて自宅前で記者に囲まれて「日本文学の水準は高い。安部公房、大岡昇平、井伏鱒二が生きていれば、その人たちがもらって当然でした。日本の現代作家たちが積み上げてきた仕事のお陰で、生きている私が受賞したのです」とコメントした。熱心に読んでいた日本の作家は石川淳、中野重治であるという。安部、大岡とはプライベートな交際もあった。
三島由紀夫
三島由紀夫の自決を受けてすぐに、天皇制を批判的に問い直す「みずから我が涙をぬぐいたまう日」を書いている。その後も三島事件は『新しい人よ眼ざめよ』（1983年）連作の「落ちる、落ちる、叫びながら…」「蚤の幽霊」、『さようなら、私の本よ!』（2005年）と繰り返し取り上げられる。大江がかつて天皇崇拝のテロリストの少年を描いた「セヴンティーン」を発表した際、それを読んだ三島は、大江は国家主義に情念的に引きつけられるところがある人間なのではないか、と考えて『新潮』の編集者を介して大江に手紙をよこしたという。2007年のインタビューで大江は、三島の読み取りは正しく、自分の中にアンビバレントなものがあることを認めている。
司馬遼太郎
大江がベルリンで教えていた時に、司馬遼太郎研究をやろうという大学院の女子学生に「司馬遼太郎作品で一番いいのは何ですか」と聞かれ、その際に司馬作品をいろいろ読んだ。その上で作品を高く評価する気はないが、比較的には『翔ぶが如く』が一番いいと思った。小説的には破綻に満ちている（最初、難破しそうな船から荒れた海に飛び込んで不思議にも救われた美人が出てくるけど、少しも活躍しない）が、西南戦争が起こる国際環境（国内環境ではなく）を書いているので一番いいと。
村上春樹
村上春樹の口語体の小説の翻訳が、「英語の小説」として世界に広く受け入れられていることについて、それは日本文学史上初の達成であると肯定的に評価している。かつて芥川賞の選者として村上の『風の歌を聴け』を評価できなかったのは、表層のカート・ヴォネガット的な口語体の言葉のくせに引っかかって、実力を見抜けなかったと述べている。

### 趣味など
音楽
若い頃はジャズを聴いており、デューク・エリントン、ジャンゴ・ラインハルトには相当詳しいという（外国の大学に行ってエリントンの30年代から50年代の時期のビッグバンドの演奏家・歌手についての話題になって、ヒケをとったことはないという）。MJQのジョン・ルイスのピアノの入ったLPはすべて集めていた、という時期もあったという。ただ長男光がジャズをかけていると嫌がるためクラシックに転向した。クラシックの好みは武満徹、バッハ、晩期ベートーヴェン、ヴェルディである。
大酒家
大酒家である。中年期にそれで痛風になって断酒したりもした。2007年に出版されたインタビューでは、シングルモルト、タンブラー1杯を350mLのビール4缶をチェイサーにして飲むと答えている。
水泳
80年代から、週6日プールに通い、1日1000m泳ぐことを習慣としている。『「雨の木」を聴く女たち』や『新しい人よ眼ざめよ』では題材として小説に取り入れられている。
丸い眼鏡
大江のアイコンとなっている丸い眼鏡は、辞書を引きながら読書をするのに向くものを探して、本をよく読んだ人たち、柳田國男、折口信夫、サルトル、ジェイムズ・ジョイスが丸い眼鏡をかけているのを参考に探したもので、同じものを10個まとめて購入したという。

### その他
- ベルギー王立リエージュ大学博士号を、重原久美春（1998年）についで日本人として２番目に授与された（2000年）。
- 2002年アメリカ芸術科学アカデミー外国人会員に選出されている[141]。
- 2002年にレジオンドヌール勲章を受章している。
- 身長は172センチである[142]。

## 関わりの深い人物
大江光
作曲家（1963年6月13日 - ）。大江の長男。知的な障害を持って産まれた。光という名前は、シモーヌ・ヴェイユが著作でひいた、カラスが辺りが真っ暗なのでなかなか餌が見つけられずにいるときに「この世に光があったら、どんなに餌を拾うのが易しいだろう」と思った瞬間に世界に光が満ちたというイヌイットの寓話から採られたという。光は作曲家であり、日本コロムビアより「大江光の音楽」(1992)「大江光ふたたび」(1994) のCDを出しており、後者は日本ゴールドディスク大賞を受賞している。光の存在は、大江の創作のインスピレーションの源となり、共生の経験は大江の文業を貫く大きな主題となっている。『個人的な体験』『新しい人よ眼ざめよ』『静かな生活』は光の誕生や成長がテーマ・題材である（なお、光は他の大江の作品にもヒカリ、アカリの名前で登場する）。
NHKは1994年、大江と息子・光との共生を題材にして「響きあう父と子 大江健三郎と息子光の三〇年」という番組を放映した。1995年に伊丹十三が大江の原作を映画化した『静かな生活』の劇伴音楽は光の曲が採用されている。
伊丹十三
映画監督・俳優・エッセイスト（1933年5月15日 - 1997年12月20日）。大江の妻・ゆかりの兄である。大江とは松山東高等学校で知り合い、大江にアルチュール・ランボーの原語の詩集を与えるような文化的な手ほどきをした。伊丹の俳優時代のヨーロッパ滞在の見聞を綴ったエッセイ『ヨーロッパ退屈日記』は『日常生活の冒険』の元ネタとされ、主人公の斎木犀吉も伊丹がモデルであるとされる。伊丹は、大江のノーベル賞受賞後の1995年『静かな生活』を原作とした同名映画を監督しており、文庫版の『静かな生活』の解説として、エッセイを寄せて映画撮影の裏話を披露している。大江の小説『取り替え子（チェンジリング）』は1997年の伊丹の投身自殺の衝撃を受けて書かれており、伊丹をモデル人物とする登場人物は「塙吾良」と名付けられている。大江の擬似自伝小説『懐かしい年への手紙』においては伊丹は「秋山君」として登場する。
渡辺一夫
フランス文学者・東京大学教授（1901年9月25日 - 1975年5月10日）。大江は高校時代に渡辺の『フランス・ルネサンス断章』（岩波新書）を読んで感銘を受け、渡辺の指導を受けたいと考え、東京大学フランス文学科に進学し師事する。最初期の大江作品の文体は、渡辺が訳したピエール・ガスカールの短編集『けものたち・死者の時』（新版・岩波文庫、2007年）の文体より大きな影響を受けている。渡辺は大学卒業後も大江の精神的な庇護者であり、大江の仲人も務めている。渡辺は大江に、作家生活を続ける上で三年毎に一つの主題を決めて書物を読み進めていくといいと助言を与え、大江はそれを実践し創作に結びつけている（「人物」項目の「創作方法など」参照）。1975年の渡辺の死は大江は大きなショックを与え、大江のメキシコ渡航を促した。大江にとってメキシコ体験は重要で『同時代ゲーム』の大きなインスピレーションの源となった（大江のメキシコでの体験は『「雨の木（レイン・ツリー）」を聴く女たち』や『人生の親戚』などの題材ともなった）。大江のレイト・ワークでは渡辺は「六隅先生」として登場する（六隅は渡辺が装丁の仕事を行うときに用いた変名である）。
大江は『渡辺一夫著作集』（筑摩書房）（二宮敬と共編）、『寛容について』（筑摩叢書）、『渡辺一夫評論選：狂気について 他』(岩波文庫）（清水透と共編）の編纂をしている。また、渡辺の仕事の全体像を語った連続講義『日本現代のユマニスト 渡辺一夫を読む』（岩波セミナーブックス、1984年）を著し、『フランス・ルネサンスの人々』（岩波文庫）の新版の解説を担当を執筆している。
武満徹
作曲家（1930年10月8日 - 1996年2月20日）。「若い日本の会」に大江とともに参加して1960年安保改定に反対する。1963年に武満が大江の住む成城の家の100mくらいの近所に引っ越してきて親交が始まる。武満は大江文学のよき理解者で、大江の著作の解説を担当したこともある。1980年に大江が『文學界』に発表した短編「頭のいい「雨の木」」にインスピレーションを受けて武満は「（3人の打楽器奏者のための）雨の樹」を作曲する。さらにそれを受けて大江は『「雨の木（レイン・ツリー）」を聴く女たち』連作を書き継ぐことになった。連作第二作の表題作冒頭には、その初演のコンサートの場面が出てくる。1985年、雑誌『へるめす』創刊時に、ともに編集同人となった。1980年代に武満は大江とともにオペラを作る構想を立てており、お互いの芸術観，世界観を語りあった対談を行い、共著『オペラをつくる』（岩波新書）を出版している。ここから派生して大江は『治療塔』を執筆している（『治療塔』にはリブレットもあり、これは短編集『僕が本当に若かった頃』に収録されている）。1990年代、大江は「最後の小説」とした『燃えあがる緑の木』を1995年に書き終えて小説執筆をやめていたが、1996年の武満の死に促されて『宙返り』で小説執筆を再開した。同書巻頭には「──永遠の武満徹に」という献辞が記された。2001年に東京オペラシティのコンサートホール・タケミツメモリアルで没後5年特別企画として行われた「講演と室内楽演奏会「音と言葉」」の講演録は「武満徹のエラボレーション」としてエッセイ集『言い難き嘆きもて』に収録されている。大江のレイト・ワークにおいて、武満は「篁さん」として登場する。
山口昌男
文化人類学者・東京外国語大学教授（1931年8月20日 - 2013年3月10日）。山口は1970年代に「中心と周縁」理論を提唱し、大江はその大きな影響を受けた（ただし、山口が「中心と周縁」理論として提示したことは大江はすでに『万延元年のフットボール』に書き込んでいるのではないかという説をニューアカデミズムの論者浅田彰、柄谷行人らは主張している。『万延元年のフットボール』参照）。大江はまた、山口が『文化と両義性』などの著作において日本に紹介した文化理論からも大きな影響を受けた。岩波書店の『叢書文化の現在』の編者をともに務めて、親交が始まった。1979年、山口や、やはり編者の中村雄二郎らと連れ立ってバリ島の習俗を取材する旅行に出ており、そのエピソードは連作『新しい人よ眼ざめよ』の同名短編に描かれている。1985年に、ともに『へるめす』編集同人となる。大江は関心のある書物を、蔵書家の山口から借りたり、山口を通じてよその大学の研究室から借りたりして読むことも多かったという。その代表的なものが大江文学の中期において重要な役割を果たしたキャスリーン・レイン著『ブレイクと伝統』(Blake and Tradition) である。大江は、山口らと酒場で落ち合って、書物を借り受けて内容の説明を聴いているうちに、その書物を早く読みたくてたまらなくなって酒席を切り上げて一人先に帰宅するということもあったという。

## 文学的評価
谷崎潤一郎賞の最年少受賞をはじめとして、国内の主要な文学賞を他の作家より二十年以上早いペースで次々に受賞して、1994年には日本人で二人目のノーベル文学賞を受賞している。なお、受賞から20年前になる1974年から選考対象に推薦されていた。
比較文学者小谷野敦は「大江は戦後日本最大の作家である」とした上で、三島由紀夫が、谷崎潤一郎が没したときに、明治末年に谷崎が現れてから没するまでの半世紀を「谷崎朝時代」と呼んだのになぞらえて、大江がデビューした1958年以降を「大江朝時代」であるとした。
「同時代の大江健三郎」（群像2018年8月号）と題された大江と同世代の筒井康隆×蓮實重彦による対談において、筒井は「1950年代から2010年代まで、ずっと大江健三郎の時代だった」と評している。蓮實は「大江さんが作家として一番偉いと思っている」と述べた。
読売新聞文化部記者尾崎真理子は、大江の最新作をいち早く的確に評することは同時代の批評家にとっての必須要件であったため、大江を軸にして日本の主要な批評家を並べることで1950年代から2020年までに至る日本現代文学史を描けるとした。
バージニア大学教授 Michiko Niikuni Wilson は「大江は現代日本文学を長年の孤立から脱け出させ、世界文学の中心に届けた」("Oe has delivered modern Japanese literature out of its long isolation and into the heart of world literature.") と評している。

### 国内受賞歴
- 1958年 短編「飼育」で芥川龍之介賞
- 1964年『個人的な体験』で新潮社文学賞
- 1967年『万延元年のフットボール』で谷崎潤一郎賞
- 1973年『洪水はわが魂に及び』で野間文芸賞
- 1983年『「雨の木（レイン・ツリー）」を聴く女たち』で読売文学賞
- 1983年『新しい人よ眼ざめよ』で大佛次郎賞
- 1984年 短編「河馬に嚙まれる」で川端康成文学賞
- 1990年『人生の親戚』で伊藤整文学賞

## 政治思想・政治活動
戦後民主主義者を自認し、国家主義、特に日本における天皇制には一貫して批判的な立場を取っている。また、平和主義者として、護憲派の立場から、日本国憲法第9条についてエッセイや講演で積極的に言及している。核兵器についても反対の立場を明確にしている。
1975年4月に行われた東京都知事選挙では、現職の美濃部亮吉の推薦人に名を連ねた。
1994年のノーベル賞記念講演の際にはデンマークの文法学者クリストフ・ニーロップの「（戦争に）抗議しない人間は共謀者である」という言葉を引用している。
同年秋には、ノーベル文学賞の受賞を受け平成の天皇からの親授式を伴う文化勲章の授与を、文化庁より電話で打診されたときは断っている。米紙ニューヨークタイムズのインタビューで「私が文化勲章の受章を辞退したのは、民主主義に勝る権威と価値観（注：天皇制）を認めないからだ。これは単純なことだが非常に重要なことだ」と話した。
1995年、フランスの南太平洋における核実験再開に抗議して、南仏で開催される予定だったシンポジウムへの出席を取りやめた。このことでフランスのノーベル賞作家クロード・シモンとの間で論争が生じた。
1999年、朝日新聞に掲載されたアメリカの批評家スーザン・ソンタグとの公開書簡において、NATOによるユーゴ空爆を批判し、意見が対立した。
2003年の自衛隊イラク派遣の際は仏紙リベラシオン掲載記事において「イラクへは純粋な人道的援助を提供するにとどめるべきだ」とし、「戦後半世紀あまりの中でも、日本がこれほど米国追従の姿勢を示したことはない」と怒りを表明した。
2004年には、憲法9条の平和主義の理念を守ることを目的として、加藤周一、鶴見俊輔らとともに九条の会を結成し、全国各地で講演会を開いている。
歴史認識について、1990年代以降表面化してきた歴史修正主義を伴う右派運動・言論について繰り返し反対を表明している。2001年には、「新しい歴史教科書をつくる会」編集・扶桑社版の植民地支配と侵略を肯定する中学校の歴史教科書の検定申請がされたことを受けて鵜飼哲、高橋哲哉、小森陽一、井上ひさしら学者・文化人17人の連名で「加害の記述を後退させた歴史教科書を憂慮し、政府に要求する」と題する声明を発表している。
大江は1970年に『沖縄ノート』を上梓している。第二次世界大戦末期の地上戦において、戦後も朝鮮戦争・ベトナム戦争の基地として戦争に巻き込まれ、本土から捨て石とされ続けていた日本返還前の沖縄をめぐるルポルタージュである。この書において沖縄戦において生じた民間人の集団自決は軍に強いられたものであるとした。これについて、2005年、歴史の見直しを主張する右派に担ぎだされて、旧軍指揮官と遺族が大江を提訴したが、裁判では「集団自決に日本軍が深く関わった」（地裁）「軍が深く関わったことは否定できず、総体としての軍の強制、命令と評価する見解もあり得る」（高裁）と判断されて、指揮官・遺族は敗訴した。
原子力発電について、1960年代に行われた講演において、核エネルギーの開発が、自身が強く反対する核兵器の開発や保持と結びつくことに懸念や警戒を示したうえで、両者が切り離されているのならば「（注:電源としての）核開発は必要だということについてぼくはまったく賛成です。このエネルギー源を人類の生命の新しい要素にくわえることについて反対したいとは決して思わない」と述べていたが、1970年代後半以降は反対する立場をとっている。2011年、東日本大震災による福島第一原子力発電所事故を契機に立ち上がった脱原発の社会運動「さようなら原発1000万人アクション」の呼びかけ人の一人となっている（他の呼びかけ人は内橋克人、落合恵子、鎌田慧、坂本龍一、澤地久枝、瀬戸内寂聴、辻井喬、鶴見俊輔）。
東アジア外交については、2006年には中国社会科学院の招きで訪中して複数の場所で講演を行い、南京大虐殺紀念館などにも訪れた。講演ではいずれも魯迅をテーマとしたが、その中で日中友好に触れて日本における戦争加害の歴史の忘却を憂えた。2012年には「『領土問題』の悪循環を止めよう」と題する声明を元長崎市長の本島等、元『世界』編集長の岡本厚ら1300人と共同で発表。韓国、中国との領土問題について対立を感情的にエスカレートさせずに冷静に協議、対話をしていく必要があることを訴えた。

## 作品
著作は英語、フランス語、ドイツ語、ロシア語、中国語、イタリア語、スペイン語などに翻訳されているものも少なくない。なお新潮文庫版の現行・初期短篇集は、文庫オリジナルの再編である。

### 長編小説
- 『芽むしり仔撃ち』講談社、1958年（のち新潮文庫）
- 『われらの時代』中央公論社、1959年（のち中公文庫、新潮文庫）
- 『夜よゆるやかに歩め』中央公論社、1959年
- 『青年の汚名』文藝春秋、1960年（のち文春文庫）
- 『遅れてきた青年』新潮社、1962年（のち新潮文庫）
- 『叫び声』講談社、1963年（のち講談社文庫、講談社文芸文庫）
- 『日常生活の冒険』文藝春秋、1964年（のち新潮文庫）
- 『個人的な体験』新潮社、1964年（のち新潮文庫） - 新潮社文学賞（英訳 A personal matter ノーベル賞対象作）
- 『万延元年のフットボール』講談社、1967年（のち講談社文庫、講談社文芸文庫） - 谷崎潤一郎賞（英訳 The silent cry 仏訳 Le Jeu du siècle ノーベル賞対象作）
- 『洪水はわが魂に及び』上・下 新潮社、1973年（のち新潮文庫） - 野間文芸賞
- 『ピンチランナー調書』新潮社、1976年（のち新潮文庫）
- 『同時代ゲーム』新潮社、1979年（のち新潮文庫）
- 『M/Tと森のフシギの物語』岩波書店、1986年（のち同時代ライブラリー、講談社文庫、岩波文庫）（仏訳 M/T et l'histoire des merveilles de la forêt ノーベル賞対象作）
- 『懐かしい年への手紙』講談社、1987年（のち講談社文芸文庫）（仏訳 Lettres aux années de nostalgie ノーベル賞対象作）
- 『キルプの軍団』岩波書店、1988年（のち同時代ライブラリー、講談社文庫、岩波文庫）
- 『人生の親戚』新潮社、1989年（のち新潮文庫） - 伊藤整文学賞
- 『治療塔』岩波書店、1990年（のち同時代ライブラリー、講談社文庫）
- 『治療塔惑星』岩波書店、1991年（のち同時代ライブラリー、講談社文庫）
- 『燃えあがる緑の木』三部作 新潮社、1993〜1995年（のち新潮文庫）
  - 『「救い主」が殴られるまで』1993年/『揺れ動く（ヴァシレーション）』1994年/『大いなる日に』1995年
- 『宙返り』上・下 講談社、1999年（のち講談社文庫）
- 『取り替え子（チェンジリング）』講談社、2000年（のち講談社文庫）
- 『憂い顔の童子』講談社、2002年（のち講談社文庫）
- 『二百年の子供』中央公論新社、2003年（のち中公文庫）
- 『さようなら、私の本よ！』講談社、2005年（のち講談社文庫）
- 『臈たしアナベル・リイ 総毛立ちつ身まかりつ』新潮社、2007年（のち新潮文庫『美しいアナベル・リイ』へ改題）
- 『水死』講談社、2009年（のち講談社文庫）
- 『晩年様式集（イン・レイト・スタイル）』講談社、2013年（のち講談社文庫）

### 連作短編集
- 『「雨の木（レイン・ツリー）」を聴く女たち』新潮社、1982年（のち新潮文庫）- 読売文学賞
  - 頭のいい「雨の木」/「雨の木」を聴く女たち/「雨の木」の首吊り男/さかさまに立つ「雨の木」/泳ぐ男—水のなかの「雨の木」
- 『新しい人よ眼ざめよ』講談社、1983年（のち講談社文庫、講談社文芸文庫）- 大佛次郎賞
  - 無垢の歌、経験の歌/怒りの大気に冷たい嬰児が立ちあがって/落ちる、落ちる、叫びながら … …/蚤の幽霊/魂が星のように降って、跗骨のところへ/鎖につながれたる魂をして/新しい人よ眼ざめよ
- 『河馬に嚙まれる』文藝春秋、1985年（のち文春文庫、講談社文庫）- 短編「河馬に嚙まれる」で川端康成文学賞
  - 河馬に嚙まれる/「河馬の勇士」と愛らしいラベオ/「浅間山荘」のトリックスター/河馬の昇天/四万年前のタチアオイ/死に先だつ苦痛について/サンタクルスの「広島週間」/生の連鎖に働く河馬（講談社文庫版には「「浅間山荘」のトリックスター」と「サンタクルスの「広島週間」」の二作品は収録されていない）
- 『静かな生活』講談社、1990年（のち講談社文芸文庫）
  - 静かな生活/この惑星の棄て子/案内人（ストーカー）/自動人形の悪夢/小説の悲しみ/家としての日記

### 中・短編集
- 『死者の奢り』文藝春秋、1958年 - 短編「飼育」で芥川龍之介賞
  - 死者の奢り.偽証の時/飼育/鳩/奇妙な仕事/人間の羊/他人の足
- 『見るまえに跳べ』新潮社、1958年
  - 見るまえに跳べ/暗い川おもい櫂/不意の唖/喝采/戦いの今日
- 『死者の奢り・飼育』新潮社、1959年（新潮文庫）【新潮文庫オリジナル再編集】
  - 死者の奢り/他人の足/飼育/人間の羊/不意の唖/戦いの今日
- 『孤独な青年の休暇』新潮社、1960年
  - 孤独な青年の休暇/後退青年研究所/上機嫌/共同生活/ここより他の場所
- 『性的人間』新潮社、1963年
  - 性的人間/セヴンティーン/不満足
- 『性的人間』新潮社、1968年（新潮文庫）【新潮文庫オリジナル再編集】
  - 性的人間/セヴンティーン/共同生活
- 『われらの狂気を生き延びる道を教えよ』新潮社、1969年（のち新潮文庫）
  - 第1部 なぜ詩でなく小説を書くか、というプロローグと四つの詩のごときもの
  - 第2部 ぼく自身の詩のごときものを核とする三つの短篇 走れ、走りつづけよ/核時代の森の隠遁者/生け贄男は必要か
  - 第3部 オーデンとブレイクの詩を核とする二つの中篇 狩猟で暮したわれらの先祖/父よ、あなたはどこへ行くのか?
- 『空の怪物アグイー』新潮社、1972年（新潮文庫）【新潮文庫オリジナル再編集】
  - 不満足/スパルタ教育/敬老週間/アトミック・エイジの守護神/空の怪物アグイー/ブラジル風のポルトガル語/犬の世界
- 『みずから我が涙をぬぐいたまう日』講談社、1972年（のち講談社文庫、講談社文芸文庫）
  - ＊二つの中篇をむすぶ作家のノート/みずから我が涙をぬぐいたまう日/月の男（ムーン・マン）
- 『見るまえに跳べ』新潮社、1974年（新潮文庫）【新潮文庫オリジナル再編集】
  - 奇妙な仕事/動物倉庫/運搬/鳩/見るまえに跳べ/鳥/ここより他の場所/上機嫌/後退青年研究所/下降生活者
- 『現代伝奇集』岩波書店、1980年
  - 頭のいい「雨の木」/身がわり山羊の反撃/『芽むしり仔撃ち』裁判
- 『いかに木を殺すか』文藝春秋、1984年（のち文春文庫）
  - 揚げソーセージの食べ方/グルート島のレントゲン画法/見せるだけの拷問/メヒコの大抜け穴/もうひとり和泉式部が生まれた日/その山羊を野に/「罪のゆるし」のあお草/いかに木を殺すか
- 『僕が本当に若かった頃』講談社、1992年（のち講談社文芸文庫）
  - 火をめぐらす鳥/「涙を流す人」の楡/宇宙大の「雨の木（レイン・ツリー）」/夢の師匠/治療塔/ベラックヮの十年/マルゴ公妃のかくしつきスカート/僕が本当に若かった頃/茱萸（ぐみ）の木の教え・序
- 『大江健三郎自選短篇』、岩波書店、2014年（岩波文庫）
  - 奇妙な仕事/死者の奢り/他人の足/飼育/人間の羊/不意の啞/セヴンティーン/空の怪物アグイー/頭のいい「雨の木（レイン・ツリー）」/「雨の木（レイン・ツリー）」を聴く女たち/さかさまに立つ「雨の木（レイン・ツリー）」/無垢の歌、経験の歌/怒りの大気に冷たい嬰児が立ちあがって/落ちる、落ちる、叫びながら……/新しい人よ眼ざめよ/静かな生活/案内人（ストーカー）/河馬に嚙まれる/「河馬の勇士」と愛らしいラベオ/「涙を流す人」の楡/ベラックワの十年/マルゴ公妃のかくしつきスカート/火をめぐらす鳥

### 評論・随筆等
- 『世界の若者たち』新潮社、1962年
- 『ヨーロッパの声、僕自身の声』毎日新聞社、1962年
- 『厳粛な綱渡り』文藝春秋、1965年（のち文春文庫、講談社文芸文庫）
- 『ヒロシマ・ノート』岩波新書、1965年、改版2021年
- 『持続する志』文藝春秋、1968年（のち講談社文芸文庫）
- 『壊れものとしての人間』講談社、1970年（のち講談社文庫、講談社文芸文庫）
- 『核時代の想像力』新潮選書、1970年
- 『沖縄ノート』岩波新書、1970年、改版2021年
- 『鯨の死滅する日』文藝春秋、1972年（のち講談社文芸文庫）
- 『同時代としての戦後』講談社、1973年（のち講談社文庫、講談社文芸文庫）
- 『状況へ』岩波書店、1974年
- 『文学ノート 付15篇』新潮社、1974年
- 『言葉によって－状況・文学＊』新潮社、1976年
- 『小説の方法』岩波書店 <岩波現代選書>、1978年（のち同時代ライブラリー）
- 『表現する者－状況・文学＊＊』新潮社、1978年
- 『方法を読む=大江健三郎文芸時評』講談社、1980年
- 『核の大火と「人間」の声』岩波書店、1982年
- 『広島からオイロシマへ―'82ヨーロッパの反核・平和運動を見る』岩波ブックレット no.4、1982年
- 『日本現代のユマニスト渡辺一夫を読む』岩波書店<岩波セミナーブックス8>、1984年
- 『生き方の定義－再び状況へ』岩波書店、1985年
- 『小説のたくらみ、知の楽しみ』新潮社、1985年（のち新潮文庫）
- 『新しい文学のために』岩波新書、1988年
- 『「最後の小説」』講談社、1988年（のち講談社文芸文庫）
  - 大江が書いた数少ないシナリオの一つである(厳密には"戯曲・シナリオ草稿"、戯曲には他に文庫版『見るまえに跳べ』所収の「動物倉庫」がある)『革命女性』が巻末に付録された
- 『ヒロシマの「生命の木」』NHK出版、1991年
- 『人生の習慣（ハビット）』岩波書店、1992年
- 『文学再入門』NHK出版 <NHK人間大学>、1992年
- 『新年の挨拶』岩波書店、1993年（のち同時代ライブラリー、岩波現代文庫）
- 『小説の経験』朝日新聞社、1994年（のち朝日文芸文庫）
- 『あいまいな日本の私』岩波新書、1995年
- 『恢復する家族』（大江ゆかり画）講談社、1995年（のち講談社文庫）
- 『日本の「私」からの手紙』岩波新書、1996年
- 『ゆるやかな絆』（大江ゆかり画）講談社、1996年（のち講談社文庫）
- 『私という小説家の作り方』新潮社、1998年（のち新潮文庫）
- 『「自分の木」の下で』（大江ゆかり画）朝日新聞社、2001年（のち朝日文庫）
- 『鎖国してはならない』講談社、2001年（のち講談社文庫）
- 『言い難き嘆きもて』講談社、2001年（のち講談社文庫）
- 『「新しい人」の方へ』（大江ゆかり画）朝日新聞社、2003年（のち朝日文庫）
- 『「話して考える」（シンク・トーク）と「書いて考える」（シンク・ライト）』集英社、2004年（のち集英社文庫）
- 『「伝える言葉」プラス』朝日新聞社、2006年（のち朝日文庫）
- 『大江健三郎作家自身を語る』（尾崎真理子 聞き手・構成）新潮社、2007年（のち増補版・新潮文庫）[196]
- 『読む人間－読書講義』集英社、2007年（のち集英社文庫）
- 『定義集』朝日新聞出版、2012年（のち朝日文庫）
- 『親密な手紙』岩波新書、2023年
- 『光と音楽』講談社、2025年

### 共著
- 『対話 原爆後の人間』（重藤文夫）新潮選書、1971年
- 『ユートピア探し 物語探し—文学の未来に向けて』（井上ひさし、筒井康隆）岩波書店、1988年
- 『自立と共生を語る—障害者・高齢者と家族・社会』（上田敏、川島みどり、正村公宏）三輪書店、1990年
- 『オペラをつくる』（武満徹）岩波新書、1990年
- 『日本語と日本人の心』（河合隼雄、谷川俊太郎）岩波書店、1996年（のち岩波現代文庫）
- 『大江健三郎・再発見』（すばる編集部共編）集英社 2001年
  - 井上ひさし、小森陽一、アンドレ・シガノス、フィリップ・フォレスト
- 『同じ年に生まれて 音楽、文学が僕らをつくった』（小澤征爾）中央公論新社、2001年（のち中公文庫）
- 『暴力に逆らって書く 大江健三郎往復書簡』朝日新聞社、2003年（のち朝日文庫）
  - ギュンター・グラス、ナディン・ゴーディマー、アモス・オズ、マリオ・バルガス＝リョサ、スーザン・ソンタグ、鄭義、アマルティア・セン、ノーム・チョムスキー、エドワード・サイードほか2名と
- 『なぜ変える? 教育基本法』（辻井喬ほか編）岩波書店、2006年10月
  - 暉峻淑子，姜尚中，尾木直樹，西原博史，苅谷剛彦ほかと寄稿
- 『冥誕 加藤周一追悼』（鶴見俊輔ほか全25名）かもがわ出版、2009年
- 『文学の淵を渡る』（古井由吉）新潮社、2015年（のち新潮文庫）
- 『大江健三郎賞8年の軌跡 「文学の言葉」を恢復させる』講談社、2018年
  - 長嶋有、岡田利規、安藤礼二、中村文則、星野智幸、綿矢りさ、本谷有希子、岩城けい
- 『大江健三郎 柄谷行人全対話 世界と日本と日本人』（柄谷行人）講談社、2018年
- 『立花隆 最後に語り伝えたいこと　大江健三郎との対話と長崎大学の講演』（立花隆）中央公論新社、2021年 - 第2部に対話、保阪正康解説
- 『大江健三郎 江藤淳 全対話』（江藤淳）中央公論新社、2024年 - 対話全4編、柄谷行人 同時代批評、平山周吉解説
- 『文学者とは何か』（安部公房、三島由紀夫）中央公論新社、2024年 - 対話全5編、阿部公彦解説

#### ブックレット
- 『『世界』の40年—戦後を見直す、そして、いま』（安江良介）岩波ブックレット<no.39>、1984年
- 『私たちはいまどこにいるか —主体性の再建—』（隅谷三喜男）岩波ブックレット<no.113>、1988年
- 『シンポジウム 共生への志——心のいやし、魂の鎮めの時代に向けて——』（ロナルド・ドーア、プラティープ・ウンソンタム・秦）岩波ブックレット<no.528>、2001年
- 『君たちに伝えたい言葉—ノーベル賞受賞者と中学生の対話』（ハロルド・クロート）読売新聞社<読売ぶっくれっと no.25>、2001年
- 『何を学ぶか 作家の信条、科学者の思い ノーベル賞受賞者を囲むフォーラム「21世紀の創造」』（白川英樹）読売新聞社<読売ぶっくれっと no.34>、2004年
- 『憲法九条、あしたを変える——小田実の志を受けついで』（井上ひさし、梅原猛、奥平康弘他）岩波ブックレット<no.731>、2008年
- 『加藤周一のこころを継ぐために』（澤地久枝、鶴見俊輔、成田龍一他）岩波ブックレット<no.771>、2009年
- 『井上ひさしの言葉を継ぐために』（井上ユリ、梅原猛、鶴見俊輔他）岩波ブックレット<no.798>、2010年
- 『取り返しのつかないものを、取り返すために　大震災と井上ひさし』岩波ブックレット<no.814>、2011年
- 『原発への非服従　私たちが決意したこと』岩波ブックレット<no.822>、2011年
- 『いま、憲法の魂を選びとる』岩波ブックレット<no.867>、2013年
- 『憲法九条は私たちの安全保障です。』岩波ブックレット<no.918>、2015年

### 全集
- 大江健三郎全作品、新潮社、第1期全6巻、1966-1967、第2期全6巻、1977-1978年
- 大江健三郎同時代論集、岩波書店、全10巻、1980-1981年、新装版2023年
- 大江健三郎小説、新潮社、全10巻、1996-1997年
- 大江健三郎全小説、講談社、全15巻、2018-2019年（連作短編集 ◇）

1. 初期作品群①：奇妙な仕事/死者の奢り/他人の足/石膏マスク/偽証の時/動物倉庫/飼育/人間の羊/運搬/鳩/芽むしり仔撃ち/見るまえに跳べ/暗い川 おもい櫂/鳥/不意の啞/喝采/戦いの今日/部屋/われらの時代
2. 初期作品群②：ここより他の場所/共同生活/上機嫌/報復する青年/勇敢な兵士の弟/後退青年研究所/孤独な青年の休暇/下降生活者/遅れてきた青年
3. 初期作品群③：セヴンティーン/政治少年死す（「セヴンティーン」第二部）/幸福な若いギリアク人/不満足/ヴィリリテ/善き人間/叫び声/スパルタ教育/性的人間/大人向き/敬老週間/アトミック・エイジの守護神/ブラジル風のポルトガル語/犬の世界
4. 父と天皇制：走れ、走りつづけよ/生け贄男は必要か/狩猟で暮したわれらの先祖/核時代の森の隠遁者/父よ、あなたはどこへ行くのか？/われらの狂気を生き延びる道を教えよ/みずから我が涙をぬぐいたまう日/月の男（ムーン・マン）/水死
5. 共生：空の怪物アグイー/個人的な体験/ピンチランナー調書/新しい人よ眼ざめよ ◇
6. 中期傑作短・中編：身がわり山羊の反撃/『芽むしり仔撃ち』裁判/揚げソーセージの食べ方/グルート島のレントゲン画法/見せるだけの拷問/メヒコの大抜け穴/もうひとり和泉式部が生れた日/その山羊を野に/「罪のゆるし」のあお草/いかに木を殺すか/ベラックワの十年/夢の師匠/宇宙大の「雨の木（レイン・ツリー）」/火をめぐらす鳥／「涙を流す人」の楡/僕が本当に若かった頃/マルゴ公妃のかくしつきスカート/茱萸の木の教え・序
7. ノーベル賞授賞の理由となった作品：万延元年のフットボール/洪水はわが魂に及び
8. 森の神話：M/Tと森のフシギの物語/同時代ゲーム
9. 女性的なるものの力 「雨の木（レイン・ツリー）」を聴く女たち ◇/人生の親戚/静かな生活 ◇/美しいアナベル・リイ
10. 時空を超えたSF的試み：治療塔/治療塔惑星/二百年の子供
11. 革命運動・理想郷の建設：河馬に嚙まれる ◇/懐かしい年への手紙/キルプの軍団
12. 魂の救済：「救い主」が殴られるまで──燃えあがる緑の木 第一部/揺れ動く（ヴァシレーション）──燃えあがる緑の木 第二部/大いなる日に──燃えあがる緑の木 第三部
13. 神なき祈り：宙返り
14. 親しい友人の死：日常生活の冒険/取り替え子（チェンジリング）/憂い顔の童子
15. テロルと3・11カタストロフ：さようなら、私の本よ！/晩年様式集（イン・レイト・スタイル））

### 文学全集
- 新鋭文学叢書12『大江健三郎集』筑摩書房、1960年
- 新日本文学全集11『開高健・大江健三郎集』集英社、1962年
- 角川版昭和文学全集9『開高健・大江健三郎』角川書店、1963年
- 現代の文学43『大江健三郎集』河出書房新社、1964年
- われらの文学18『大江健三郎』講談社、1965年
- 日本の文学76『石原慎太郎 開高健 大江健三郎』中央公論社、1968年
- 日本文学全集第2集25『大江健三郎集』河出書房新社、1968年
- 新潮日本文学64『大江健三郎集』新潮社、1969年
- De Luxe われらの文学7『大江健三郎』講談社、1969年
- 現代日本の文学47『安部公房・大江健三郎集』学習研究社、1970年
- 現代の文学28『大江健三郎』講談社、1972年
- 日本文学全集50『大江健三郎/芽むしり仔撃ち 日常生活の冒険』河出書房新社、1971年
- 日本文学全集44『大江健三郎 安部公房 開高健』新潮社、1971年
- 新潮現代文学55『大江健三郎/個人的な体験 ピンチランナー調書』新潮社、1978年
- 日本の原爆文学9『大江健三郎 金井利博』ほるぷ出版、1983年
- 昭和文学全集16『大岡昇平 埴谷雄高 野間宏 大江健三郎』小学館、1987年
- 池澤夏樹=個人編集 日本文学全集22 『大江健三郎/人生の親戚 治療塔 ほか』河出書房新社、2015年

### 共編
- 『岩波講座 文学』岩波書店、全12巻、1975-1976年
- 『叢書文化の現在』岩波書店、全13巻、1980-1982年

1巻 言葉と世界「小説の言葉」、4巻 中心と周縁「小説の周縁」
12巻 仕掛けとしての政治「政治死の生首と「生命の樹」」、13巻 文化の活性化「示唆する者としてのかりそめの役割」に寄稿

### 台本
- 『歌劇「暗い鏡」』（芥川也寸志）1960年
- 『歌劇「ヒロシマのオルフェ」』（芥川也寸志）1967年 上記「暗い鏡」の改作。ザルツブルクオペラコンクール審査員特別賞受賞作品。

### 講演映像
- 『私の最後の小説、「燃えあがる緑の木」』（カセット）新潮社、1994年
- 『大江健三郎 文学再入門』（ビデオカセット）NHKソフトウェア、全12巻、1995年

### 講演会
- 『人間の自立と共生について―障害児と生きる』(1989年12月2日、愛知県中小企業センターにて「障害者の日」記念講演会として[197])

### テレビ番組
- NHKスペシャル「世界はヒロシマを覚えているか〜大江健三郎・対話と思索の旅〜」カール・セーガン、フリーマン・ダイソン、アンドレイ・サハロフ、金芝河、アルカジイ・ストルガツキーらと対話。（1990年8月5日、NHK総合）
- NHK人間大学「文学再入門」（1992年10月～12月、NHK教育）（のちビデオカセット化）
- NHKスペシャル「響きあう父と子 〜大江健三郎と息子 光の30年〜」（1994年9月18日、NHK総合）
- サンデーモーニング特集(出演[198])、（1999年6月27日、TBS）
- NHKスペシャル「シリーズ安全保障」にてイラクへの自衛隊派遣、改憲問題などについて、後藤田正晴、中曽根康弘、栗山尚一と討論。（2003年12月20日、NHK総合）
- ETV特集「追悼 大江健三郎さん ノーベル賞の旅」（2023年4月1日、NHK Eテレ）[199]

## 作品の映画化
- われらの時代 (1959) 監督：蔵原惟繕
- 偽大学生 (1960) 監督：増村保造
- 飼育 (1961) 監督：大島渚
- 静かな生活 (1995) 監督：伊丹十三 音楽：大江光

## 研究・評伝
- 松原新一『大江健三郎の世界』講談社 1967年
- 野口武彦『吠え声・叫び声・沈黙 大江健三郎の世界』新潮社 1971年
- 篠原茂『大江健三郎論』東邦出版社 1973年
- 片岡啓治『大江健三郎論?精神の地獄をゆく者』立風書房 1973年
- 渡辺広士『大江健三郎』審美社 1973年
- 川西政明『大江健三郎論 未成の夢』講談社 1979年
- 蓮實重彦『大江健三郎論』青土社 1980年
- 松崎晴夫『デモクラットの文学 広津和郎と大江健三郎』新日本出版社 1981年
- 篠原茂『大江健三郎文学事典』スタジオVIC 1984年
- 一條孝夫『大江健三郎の世界』和泉書院 1985年
- サミュエル横地淑子『大江健三郎文学 海外の評価』創林社 1985年
- 榎本正樹『大江健三郎 八〇年代のテーマとモチーフ』審美社 1989年
- 黒古一夫『大江健三郎論 森の思想と生き方の原理』彩流社 1989年
- マサオ・ミヨシほか『大江健三郎 群像日本の作家23』小学館 1992年
- 柴田勝二『大江健三郎論 地上と彼岸』有精堂出版 1992年
- 蓮實重彦『大江健三郎論新装版』青土社 1992年
- 文芸研究プロジェ編著『よくわかる大江健三郎』ジャパン・ミックス 1994年
- 渡辺広士『大江健三郎 増補版』審美社 1994年
- オーケンで遊ぶ青年の会編『大江健三郎がカバにもわかる本 コレ一冊!あといらないッ!』洋泉社 1995年
- 榎本正樹『大江健三郎の八〇年代』彩流社 1995年
- 中村泰行『大江健三郎文学の軌跡』新日本出版社 1995年
- 平野栄久『大江健三郎わたしの同時代ゲーム』オリジン出版センター 1995年
- 鷲田小弥太ほか『大江健三郎とは誰か 鼎談 人・作品・イメージ』三一書房 1995年
- 本多勝一『大江健三郎の人生-貧困なる精神X集』毎日新聞社 1995年 ISBN 4620310565
- 谷沢永一『こんな日本に誰がした-戦後民主主義の代表者大江健三郎への告発状』KKベストセラーズ ISBN 4877120297
- 一條孝夫『大江健三郎 その文学世界と背景』和泉書院 1997年
- 桒原丈和『大江健三郎論』三一書房 1997年
- 黒古一夫『大江健三郎とこの時代の文学』勉誠社 1997年
- 篠原茂『大江健三郎文学事典―全著作・年譜・文献完全ガイド〔改訂版〕』森田出版 1998年 ISBN 494418901X
- ジャン・ルイ・シェフェル『大江健三郎―その肉体と魂の苦悩と再生』2001年 ISBN 4896340779
- 小森陽一『歴史認識と小説―大江健三郎論』2002年 ISBN 406211304X
- 張文穎『トポスの呪力―大江健三郎と中上健次』2002年 ISBN 4881251244
- 黒古一夫『作家はこのようにして生まれ、大きくなった―大江健三郎伝説』2003年 ISBN 4309015751
- 井口時男『危機と闘争 大江健三郎と中上健次』作品社 2004年
- 蘇明仙『大江健三郎論 <神話形成>の文学世界と歴史認識』花書院 2006年
- クラウプロトック・ウォララック『大江健三郎論 「狂気」と「救済」を軸にして』専修大学出版局 2007年
- 王新新『再啓蒙から文化批評へ 大江健三郎の1957〜1967』東北大学出版会 2007年
- 黒古一夫『戦争・辺境・文学・人間 大江健三郎から村上春樹まで』勉誠出版 2010年
- 小谷野敦『江藤淳と大江健三郎 戦後日本の政治と文学』筑摩書房 2015年[200]
- 村上克尚『動物の声、他者の声 日本戦後文学の倫理』新曜社、2017年
- 山本昭宏『大江健三郎とその時代 「戦後」に選ばれた小説家』人文書院 2019年
- 尾崎真理子『大江健三郎全小説全解説』講談社 2020年
- 工藤庸子『大江健三郎と「晩年の仕事」』講談社 2022年
- 野崎歓『無垢の歌 大江健三郎と子供たちの物語』生きのびるブックス株式会社 2022年
- 尾崎真理子『大江健三郎の「義」』講談社 2022年
- 菊間晴子『犠牲の森で 大江健三郎の死生観』東京大学出版会 2023年

### 雑誌の特集
- 『国文学 解釈と教材の研究』「特集 七〇年代の政治と性 大江健三郎」学燈社（1971年7月号）
- 『ユリイカ』「特集 大江健三郎ーその神話的世界」青土社（1974年3月号）
- 『国文学 解釈と教材の研究』「特集 大江健三郎ー方法化した想像力」学燈社（1979年2月号）
- 『国文学 解釈と教材の研究』「特集 大江健三郎ー神話的宇宙を読む」学燈社（1982年6月号）
- 『Switch 』Vol.8 No.1「緑したたる森 萌え出ずる樹 大江健三郎」扶桑社（1990年3月号）
- 『国文学 解釈と教材の研究』「特集 大江健三郎ー八〇年代から九〇年代へ」学燈社（1990年7月号）
- 『文學界』「特集・大江健三郎の文学」文藝春秋（1994年12月号）
- 『新潮』「特集・ノーベル賞受賞 大江健三郎」新潮社（1994年12月号）
- 『群像 特別編集 大江健三郎』講談社（1995年4月）
- 『国文学 解釈と教材の研究 2月臨時増刊号』「21世紀に向けていま大江健三郎の小説を読む」学燈社（1997年2月号）
- 『IN★POCKET』2004年4月号「大江健三郎の50年」講談社（2004年4月号）
- 『群像』「特集 大江健三郎「文学の言葉」を伝えるために」講談社（2005年11月号）
- 『早稲田文学』6号「大江健三郎（ほぼ）全小説解題」早稲田文学会（2013年9月号）
- 『ユリイカ』「2023年7月臨時増刊号 総特集大江健三郎　―1935-2023―」青土社